# Poroderma variegatum
Espèce
Poroderma variegatum est une espèce de requins.
Attention, cette espèce est considérée par FishBase, Catalogue of Life et marinespecies.org comme un synonyme de Poroderma pantherinum.